# Distretto di Na Mo
Il distretto di Na Mo è uno dei sette distretti (mueang) della provincia di Oudomxay, nel Laos. Ha come capoluogo la città di Na Mo.